# Heliconia virginalis
Heliconia virginalis är en enhjärtbladig växtart som beskrevs av Abalo och G.Morales. Heliconia virginalis ingår i släktet Heliconia och familjen Heliconiaceae. Inga underarter finns listade.